# Comté de Fulton (New York)
Pour les articles homonymes, voir Comté de Fulton.
Le  comté de Fulton (en anglais : Fulton County) est un comté de l'État de New York, aux États-Unis comptant plus de 55 000 habitants. Le siège de comté est Johnstown.

## Géographie
Le comté de Fulton se trouve au centre de l'état de New York, au sud du parc Adirondack. Il est à égale distance, soit à environ 300 kilomètres des villes de Montréal (Québec), Boston et New York. Il compte plusieurs lacs dont le grand lac Sacandaga, ainsi que les lacs Peck, Caroga et Canada.

## Histoire

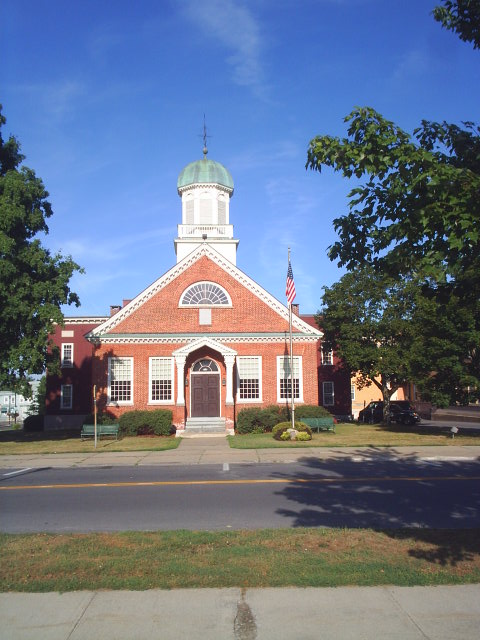
Palais de justice de Fulton.

Le comté doit son nom à Robert Fulton, inventeur du bateau à vapeur commercial. En 1838, le comté de Fulton est créé par détachement du comté de Montgomery, peu après que le chef-lieu en ait été relocalisé à Fonda. L'opération est menée par l'avocat Daniel Cady (en), dont l'épouse est la cousine de Robert Fulton L'ancien palais de justice du Comté de Tryon (en), devenu plus tard celui du comté de Montgomery, devient le palais de justice du comté de Fulton (New York) (en), laquelle est la plus ancienne cour de justice encore existante dans l'état de New York. Des modifications sont apportées au territoire du comté en 1860 alors qu'une superficie de 26 km2 en bordure nord aux environs du parc Sacandaga est transférée au comté de Hamilton.
Au milieu du XVIIIe siècle, William Johnson, fondateur de Fort Johnson (New York) dans le comté de Montgomery et de Johnstown, s'établit sur le territoire. Il est pionnier irlandais et officier de l'armée dans le New York colonial, et surintendant des affaires indiennes entre 1755 et 1774. Ses propriétés, Fort Johnson et Johnson Hall sont des lieux historiques de l'état de New York.
Elizabeth Cady Stanton, célèbre militante pour les droits des femmes aux États-Unis, est originaire du comté de Fulton.
Peu après la guerre d'indépendance des États-Unis, l'industrie du gant et du cuir se développe dans le comté, Johnstown et Gloversville devenant à une époque le plus important centre de production dans cette industrie au monde. La croissance démographique est marquée à cette époque. Plusieurs habitants du comté de Fulton ont des ancêtres ayant travaillé dans ces entreprises. Il n'existe plus que quelques gantiers, tanneurs et habilleurs dans la région ayant pu s'adapter aux nouvelles conditions du marché.

## Municipalités
Les municipalités faisant partie du comté comptent les cités de Johnstown et de Gloversville, les villes de Bleecker, de Broadalbin, de Caroga, d'Ephratah, de Johnstown, de Mayfield, de Northampton, d'Oppenheim, de Perth et de Stratford, de même que les villages de Broadalbin, de Northville et de Mayfield.

## Démographie
La population du comté s'élevait à 53 324 habitants au recensement de 2020.
| Groupe                           | Comté de Fulton | New York | États-Unis |
| -------------------------------- | --------------- | -------- | ---------- |
| Blancs                           | 95,4            | 66,8     | 72,4       |
| Afro-Américains                  | 1,9             | 15,9     | 12,6       |
| Métis                            | 1,4             | 3,0      | 2,9        |
| Autres                           | 0,6             | 7,5      | 6,4        |
| Asiatiques                       | 0,6             | 7,3      | 4,8        |
| Amérindiens                      | 0,2             | 0,6      | 0,9        |
| Total                            | 100             | 100      | 100        |
|                                  |                 |          |            |
| Hispaniques et Latino-Américains | 2,3             | 17,6     | 16,7       |

Selon l'American Community Survey, en 2010 95,98 % de la population âgée de plus de 5 ans déclare parler l'anglais à la maison, 1,95 % déclare parler l'espagnol et 2,07 % une autre langue.

## Économie
Le tourisme est un secteur d'activité important pour l'économie du comté, qui est surnommé 44 lakes (44 lacs en anglais) ou encore Gateway to the Adirondacks (porte des Adirondacks en anglais). Le comté compte plusieurs marins, descentes pour bateaux, plages et terrains de golf ainsi que plusieurs installations ou sentiers pour le cyclotourisme, la randonnée, la chasse et pêche, le ski alpin, le ski de fond.

## Culture
Les principaux lieux historiques et musées du comté comprennent le musée Adirondack, le musée Arkell, l'association historique et musée de Caroga, le musée du comté de Fulton, la Grandoe Corporation, le Johnson Hall, le musée de la société historique de Johnstown, le Johnsown's Historic Quadrangle, le New York State Outdorrsman Hall of Fame, le musée historique de Northville/Northampton, le musée de Peck's Lake, le musée Paul Bradt, le Rice Homestead ainsi que le Wildlife Sports and Eductional Museum.

## Comtés adjacents
- Comté de Hamilton, au nord
- Comté de Herkimer, à l'ouest
- Comté de Montgomery, au sud
- Comté de Saratoga, à l'est